# Харбін (Небраска)
Харбін (англ. Harbine) — селище (англ. village) в США, в окрузі Джефферсон штату Небраска. Населення — 56 осіб (2020).

## Географія
Харбін розташований за координатами 40°11′30″ пн. ш. 96°58′27″ зх. д. / 40.19167° пн. ш. 96.97417° зх. д. (40.191627, -96.974149).  За даними Бюро перепису населення США в 2010 році селище мало площу 0,27 км², уся площа — суходіл.

## Демографія
Згідно з переписом 2010 року, у селищі мешкало 49 осіб у 21 домогосподарстві у складі 16 родин. Густота населення становила 181 особа/км².  Було 25 помешкань (92/км²).
Расовий склад населення:
| - 100,0 % — білих |

До двох чи більше рас належало 0,0 %. Частка іспаномовних становила 12,2 % від усіх жителів.
За віковим діапазоном населення розподілялося таким чином: 14,3 % — особи молодші 18 років, 73,5 % — особи у віці 18—64 років, 12,2 % — особи у віці 65 років та старші. Медіана віку мешканця становила 51,3 року. На 100 осіб жіночої статі у селищі припадало 122,7 чоловіків;  на 100 жінок у віці від 18 років та старших — 121,1 чоловіків також старших 18 років.
Середній дохід на одне домашнє господарство  становив 71 160 доларів США (медіана — 68 333), а середній дохід на одну сім'ю — 78 500 доларів (медіана — 69 167). Медіана доходів становила 52 188 доларів для чоловіків та 30 000 доларів для жінок. За межею бідності перебувало 7,5 % осіб, у тому числі 0,0 % дітей у віці до 18 років та 0,0 % осіб у віці 65 років та старших.
Цивільне працевлаштоване населення становило 26 осіб. Основні галузі зайнятості: освіта, охорона здоров'я та соціальна допомога — 23,1 %, сільське господарство, лісництво, риболовля — 19,2 %, роздрібна торгівля — 15,4 %, фінанси, страхування та нерухомість — 15,4 %.